# Ian Fleming (Chemiker)
Ian Fleming (* 1935 in Staffordshire) ist ein emeritierter britischer Professor für organische Chemie an der University of Cambridge. Bekannt wurde er 1967 durch die Strukturaufklärung von Chlorophyll und als Fachbuchautor. Er war auch an der Synthese von Cyanocobalamin mit Robert Burns Woodward beteiligt. Verdienste hat er sich des Weiteren durch die Verwendung von Organosiliziumverbindungen in der stereoselektiven Synthese erworben. Nach ihm ist in diesem Gebiet die Fleming-Tamao-Oxidation benannt.

## Leben
Ian Fleming wurde in Staffordshire geboren und wuchs in Stourbridge, Worcestershire auf. Im Jahr 1959 erhielt er den B.A., und 1962 wurde er am Pembroke College Cambridge bei John Harley-Mason zum Ph.D. promoviert. Danach folgte ein Postdoc-Aufenthalt bei R.B. Woodward an der Harvard University, wo er an der Totalsynthese von Vitamin B12 beteiligt war. Fleming ist Autor vieler internationaler Publikationen und von Beiträgen zur chemischen Enzyklopädie Comprehensive Organic Chemistry. Er ist ebenfalls Autor mehrerer Lehrbücher und eines Standardwerks zur Grenzorbitaltheorie.

## Bücher (Auswahl)
- Ian Fleming: Pericyclic reactions. Oxford University Press, 2007, ISBN 978-0-19-850307-1
- Ian Fleming: Grenzorbitale und Reaktionen organischer Verbindungen. VCH Weinheim 1979, ISBN 3-527-25792-6

## Preise und Auszeichnungen
- 1981 Tilden Lectureship der Royal Society of Chemistry
- 1983 Prize for Organic Synthesis